# JTN
Pour les articles homonymes, voir JTN (homonymie).
Le JTN (sigle de « Journal Télévisé Nul ») est une émission de télévision qui parodie les journaux télévisés de la télévision française, créée et présentée par le groupe d'humoristes Les Nuls et diffusée pendant la saison 1987-1988 de l'émission Nulle part ailleurs sur Canal+, au cours des émissions en clair de la chaîne.

## Description
Cette parodie de journal télévisé tournait chaque soir l'actualité en dérision en incorporant de nombreux pastiches de ce qu'offrait la télévision en programmes « sérieux », notamment grâce aux fausses pubs.
Ce programme, très novateur à l'époque, sera une source d'inspiration pour de nombreux autres humoristes « maison » comme Jules-Édouard Moustic (le détournement d'images), Antoine de Caunes et les Robins des Bois (les faux invités sur le plateau) ou encore Kad et Olivier (les reprises de séries et les fausses pubs). Ce journal a forgé en une année ce que l'on appela alors « l'humour Canal » et a permis aux Nuls d'affirmer leur talent.

## Produit dérivé
Les meilleurs textes de la séquence ont été réunis dans le livre L'Info c'est rigolo.

## Postérité
En 1988, le temps d'un soir, le JTN s'exporta sur Antenne 2 dans Champs-Élysées, l'émission de Michel Drucker.